# کارلوس ارناندس (وزنه‌بردار، زاده ۱۹۸۳)
کارلوس ارناندس (اسپانیایی: Carlos Hernández‎؛ زادهٔ ۳ ژوئن ۱۹۸۳) وزنه‌بردار اهل کوبا بود. وی در قهرمانی وزنه‌برداری جهان ۲۰۱۰ و قهرمانی وزنه‌برداری جهان ۲۰۱۱ شرکت کرده‌است.